# WORM
WORM són les sigles en anglès corresponents a Write Once Read Many, en català: escriptura única lectura múltiple. Aquesta denominació es concedeix a mitjans d'emmagatzematge (generalment extraïbles) que tenen aquesta propietat: les dades escrites ja no poden ser esborrades o sobreescrites posteriorment.

## Utilitat
La importància dels medis WORM és que garaneixen la integritat i conservació de la informació que hi és guardada. S'empra en infraestructures de gestió documental per mitjans electrònics. Pot emmagatzemar documents amb valor jurídic o aquells sobre els que existeix una imposició normativa amb les garanties exigides en les lleis.

## Característiques
Els medis WORM solen ser extraïbles, és a dir, romanen fora de línia i han de ser muntats en un dispositiu lector per accedir a les seves dades. Per tant, necessiten ser exhaustivament etiquetats i catalogats.
Quan és necessari destruir informació d'un disc WORM només cal destruir-lo físicament. Però abans, és necessari copiar en altres medis aquelles dades que es troben en el disc i que no han de ser destruïdes. La destrucció pot deure's a imperatiu legal o per expiració del període legal mínim de conservació.
La despesa dels medis WORM és notablement inferior als medis en línia (disc dur) i lleugerament superior als medis fora de línia (cinta magnètica). Aquests últims no en garanteixen la integritat ni la conservació.